# Dune: The Machine Crusade
Dune: The Machine Crusade è un romanzo di fantascienza di Brian Herbert e Kevin J. Anderson del 2003, il secondo del ciclo Legends of Dune. Fu pubblicato in un unico volume in lingua inglese ed è inedito in italiano.
La serie racconta il Jihad Butleriano, una crociata intrapresa dagli ultimi umani liberi nell'universo contro le macchine pensanti, una forza violenta e dominante guidata dal computer senziente Omnius.

## Trama
Il Jihad Butleriano sta entrando nel vivo. A guidare il movimento è l'ex schiavo ed ex fidato delle macchine, il Gran Patriarca Ginjo Iblis. Tuttavia Iblis appare più interessato alla politica e alla sua eredità personale rispetto alla jihad.
Vorian Atreides, nonostante la lunga vita datagli da suo padre, il Titano Agamennone, comincia a mostrare di voler stabilirsi dopo aver visitato il pianeta Caladan, e incontra Leronica Tergiet, che diventerà la sua concubina a lungo termine.
Xavier Harkonnen riesce a liberare Ix dalle macchine pensanti e deve poi compiere l'estremo sacrificio che macchierà il suo nome.
Il robot Erasmus continua con la sua illuminante sperimentazione umana, e fa una curiosa scommessa con l'Omnius di Corrino, sostiene che può sollevare un essere umano ad essere ordinato e civile come una macchina. Questo bambino è Gilbertus Albans, il primo vero Mentat.
Omnius soffre molto a causa di un virus informatico creato da Vorian e diffuso involontariamente dal suo vecchio compagno Seurat.
Sul Ginaz, l'invecchiato Zon Noret muore in un incidente di allenamento per mano di un mek chiamato Chirox, una macchina catturata e riprogrammata per la lotta. Anche se Noret non vive abbastanza per trasmettere le sue capacità agli altri mercenari Ginaz, Chirox rimane con loro per addestrarli a diventare i più grandi mercenari di sempre, i Maestri di Spada, che saranno la forza di combattimento finale contro le macchine pensanti.
Sul pianeta di Poritrin, Norma Cenva lascia il mondo appena in tempo per evitare una rivolta degli schiavi durante il quale uno schiavo, ignaro delle conseguenze, spara con una pistola laser verso uno scudo Holtzman personale. La risultante esplosione distrugge i laboratori di Tio Holtzman, e la rivolta degli schiavi alla fine viene brutalmente repressa. Nel frattempo Norma, a causa della sua eredità come figlia della Strega principale di Rossak Zufa Cenva, attinge ai suoi poteri latenti sotto forte pressione (a causa della cattura e conseguente tortura da parte del Titano Serse) per diventare la punta di diamante dell'umanità. Ella vede un futuro in cui navi enormi trasportano merci e persone istantaneamente in tutto l'universo, usando l'effetto Holtzman per piegare lo spazio. Le navi di Norma sono le prime che saranno poi conosciute come heighliners, e la sua famiglia userà quel monopolio su questi viaggi per fondare la Gilda Spaziale.
Per quanto riguarda gli schiavi Poritrin, un piccolo gruppo di Zensunnis ruba la prima nave che piega lo spazio e fugge in un solitario pianeta deserto chiamato Arrakis, dove si uniranno i seguaci di Selim, e diventano i Free Men di Arrakis.
Infine, i rimanenti Titani colgono la possibilità di diventare indipendenti dal loro maestro-macchina Omnius sul pianeta di Bela Tegeuse.

## Edizioni
- Brian Herbert e Kevin J. Anderson, Dune: Dune: The Machine Crusade, Tor Books, 2003, ISBN 0-7653-0158-X.